# ديلاني كولينز
ديلاني كولينز هي لاعبة هوكي الجليد كندية، ولدت في 2 مايو 1977 في Pilot Mound, Manitoba ‏ في كندا.